# Craeybeckxtunnel
De Craeybeckxtunnel is een autotunnel in Antwerpen die in 1981 werd gebouwd om de geluidshinder van het verkeer voor het Sint-Augustinus- en het Middelheimziekenhuis te beperken. Deze tunnel heeft een lengte van 1600 meter. In de tunnel zijn voor elke rijrichting vier rijstroken en een pechstrook beschikbaar. De tunnel is daarmee de breedste van het land.
De Craeybeckxtunnel verbindt de Antwerpse Ring met de snelweg A1/E19 Antwerpen-Brussel. Het verkeer dat vanuit Brussel komt kan in de tunnel voorsorteren voor het knooppunt Antwerpen-Zuid. Dagelijks maken ongeveer 120000 voertuigen gebruik van de tunnel.
De tunnel werd genoemd naar Lode Craeybeckx, die tussen 1947 en 1976 burgemeester van Antwerpen was.
Vanaf midden 2009 tot begin 2010 werd de tunnel gerenoveerd. De brandstabiele buitenwand werd vernieuwd, de middelste wand werd geschilderd en de verlichting werd verbeterd. Dit alles moest resulteren in een veiligere, nettere en energie-efficiëntere tunnel. De snelheid wordt afhankelijk van het verkeer geregeld via dynamische rijstrooksignalisatieborden.
Sinds augustus 2024 wordt de tunnel uitgebreid gerenoveerd. De tunnel zal bijna een jaar lang 5 nachten per week dicht zijn in één richting. Er wordt 's nachts gewerkt van zondagavond tot vrijdagochtend. Het ventilatiesysteem en de hoog- en laagspanningsinstallatie wordt gerenoveerd. Daarnaast zullen de oude natriumlampen vervangen worden door duurzame ledverlichting. De tunnelkoker richting Antwerpen werd als eerste vernieuwd. De renovatie van de tunnelkoker richting Antwerpen duurde tot december 2024. De werkzaamheden in de koker richting Brussel startten op 19 januari 2025. Die zullen duren tot midden juni 2025.
Bevrijdingstunnel · Blauwtorentunnel · Bolivartunnel · Jeanne Brabantstunnel · Jos Brabantstunnel · Craeybeckxtunnel · Frans Tijsmanstunnel · Gasthuistunnel · Jan De Vostunnel · Kennedytunnel · Krijgsbaantunnel · Liefkenshoektunnel · Sint-Annatunnel · Van Eycktunnel · Valaartunnel · Waaslandtunnel